# Val di Funes
Val di Funes, także Funes (niem. Villnößtal) – dolina w Dolomitach w północnych Włoszech, w regionie Trydent-Górna Adyga o długości 24 km.
Pod względem administracyjnym dolina znajduje się głównie w gminie Funes, lewe zbocza doliny należą do gminy Chiusa. Na północy Val di Funes otaczają góry Odle di Eores, a na południu łańcuch Odle. Najwyższe partie doliny objęte są ochroną w Parku Narodowym Puez Odle. Dolina ma długość 24 km.
Dolina Funes odchodzi od centralnej Doliny Isarco w kierunku wschodnim.